# اوغوز (شهر)
اوغوز (به لاتین: Oğuz، تا ۱۹۹۱ وارتاشن Vartaşen) شهری در شهرستان اوغوز کشور جمهوری آذربایجان است. جمعیت این شهر بر اساس سرشماری سال ۱۹۸۹ میلادی، ۵٫۱۴۲ نفر و بر اساس سرشماری سال ۲۰۰۸ میلادی، ۶٫۷۰۰ بوده‌است.

## ریشه نام
این شهر پیش از سال ۱۹۹۱ میلادی وارتاشن (به ارمنی: Վարդաշէն) نام داشت که وارت در ارمنی به معنی گل سرخ یا همان ورد و شن به معنی شهر یا روستا است و دلیل نام‌گذاری آن وجود گل‌های رز قرمز رنگ فراوان در این ناحیه است که به صورت طبیعی می‌رویند.
این شهر در سال ۱۹۹۱ پس از اخراج جمعیت ارمنی و اودی‌زبان به اوغوز تغییر نام یافت. این نام از قبیله قدیمی ترک اوغوز گرفته شده است.

## جغرافیا
اوغوز شهری در شمال جمهوری آذربایجان و دامنه جنوبی رشته‌کوه قفقاز و در ارتفاع ۵۹۴ متر از سطح دریا جای دارد. این شهر از شرق به شهر قبله و از غرب به شهر شکی می‌رسد.

## تاریخ
این شهر در دوران باستان بخشی از ایالت تاریخی اوتیک در جنوب کوه‌های قفقاز بود و ساکنان آن از اوتی‌ها یا همان اودی‌ها بودند.
این شهر در دوره امپراتوری روسیه بخشی از اویزد نوخا (به مرکزیت شهر شکی) در استان الیزابت‌پول بود و جمعیت آن از مردم اودی (ارتدکس و گریگوری)، ارمنی‌ها، آذری‌ها و یهودیان کوهستانی بودند.
در پایان سده ۱۹ میلادی اودی‌ها و آذری‌ها (تاتارها) به کشاورزی، نوغان‌داری، باغ‌داری، سبزی‌کاری، دامداری و بازرگانی و ارمنی‌ها و یهودیان کوهستانی به بازرگانی و کشاورزی توتون مشغول بودند.

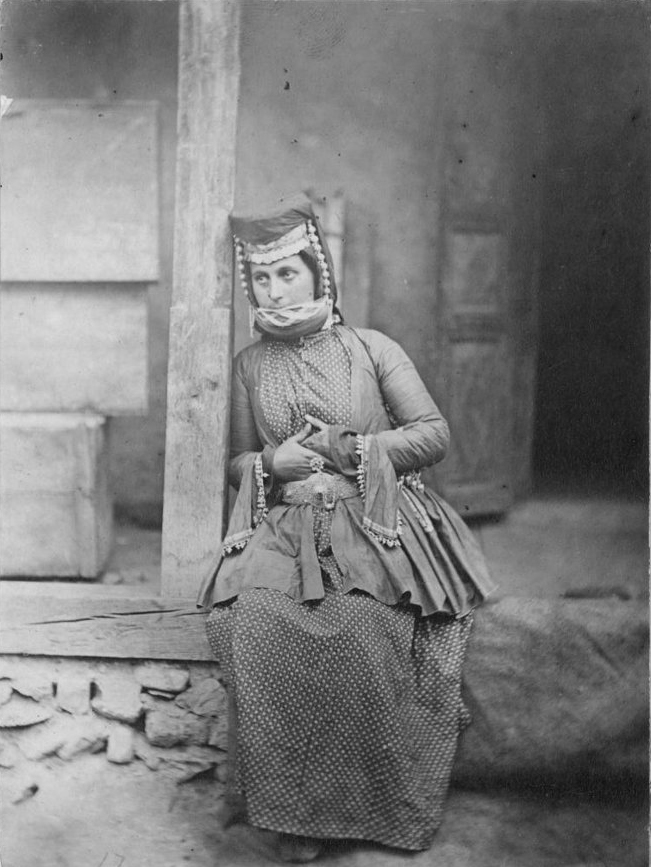
یک زن اودی در شهر، ۱۸۸۳ میلادی

در آغاز سده ۲۰ میلادی بیش‌تر جمعیت این شهر از مردم اودی بودند. نخستین مهاجرت اودی‌ها به بیرون از قلمرو قومی خود به زمان درگیری ارمنستان و جمهوری آذربایجان در سال ۱۹۱۸ تا ۱۹۲۰ میلادی برمی‌گردد.
بر اساس سرشماری جمهوری آذربایجان شوروی در سال ۱۹۲۱ میلادی، ۱۲۶۲ تن (۳۹۷ خانوار) در وارتاشن اویزد نوخا در جمهوری آذربایجان شوروی و ۲۵۴ نفر (۷۶ خانوار) نیز در روستای وارتاشن‌قشلاق زندگی می‌کردند.  بیش‌تر مردم هر دو آبادی اودی‌ها بودند.
تا سال ۱۹۲۳، بیش از ۱۵۰۰ خانوار در شهر وجود داشت که شامل ۷۰۰ خانوار ارمنی، ۵۰۰ خانوار یهودی کوهستانی، ۳۰۰ خانوار اودی و ۷ خانوار لزگی می‌شد.  در همان سال شماری از اودی‌های ارتدوکس وارتاشن راهی روستای زینوبیانی در گرجستان شدند.
در ۸ اوت ۱۹۳۰ شهرستان وارتاشن به عنوان بخشی از جمهوری سوسیالیستی آذربایجان شوروی با مرکزیت روستای وارتاشن تشکیل شد. وارتاشن در ۴ سپتامبر ۱۹۶۱ به شهرک تبدیل شد و در ۱۵ مارس ۱۹۶۸ به شهر تبدیل شد.

این شهر تا سال ۱۹۹۱، عمدتاً یک روستای اودی‌نشین بود که به گویش وارتاشنی زبان اودی سخن می‌گفتند و نزدیک به ۳۰۰۰ تن جمعیت داشتند. اودی‌های وارتاشن باورمند به کلیسای ارمنی و گریگوری بودند و دارای نام خانوادگی ارمنی بودند. در طی درگیری‌های ناگورنو قره‌باغ، اودی‌ها و همچنین ارمنی‌ها به ارمنستان اخراج شدند. هم‌اکنون تنها نزدیک به ۵۰ تن از مردم اودی در شهر باقی مانده‌اند.
در وارتاشن یهودیان کوهستان تات‌زبان نیز ساکن بودند که بیشتر آنها به اسرائیل مهاجرت کرده‌اند، اما حدود ۸۰ نفر همچنان در این شهر باقی مانده‌اند.

## مردم
جمعیت شهر تا اول ژانویه ۲۰۱۳ میلادی، ۶۸۹۱ تن بود. جمعیت شهر در سال ۲۰۱۹ به بیش از ۷۴۰۰ تن رسید.
بر اساس سرشماری «تقویم قفقازی» در سال ۱۹۰۸ میلادی، ۱۰۹۰ ارمنی، ۶۲۹ روس و ۳۵ آذری (تاتار) در این آبادی زندگی می‌کردند.
بر اساس سرشماری آذربایجان شوروی در ۱۹۲۱ میلادی، ۱۲۶۲ تن در وارتاشن زندگی می‌کردند که اودی‌ها در اکثریت بودند.
بر اساس سرشماری سال ۱۹۹۹ میلادی جمهوری آذربایجان، ۱۰۴ اودی در شهر اوغوز زندگی می‌کردند و تا سال ۲۰۰۹، تنها ۷۴ اودی در شهر باقی مانده بودند.

## آب و هوا
این شهر آب و هوایی نیمه کوهستانی دارد. در فصل‌های بهار و پاییز بارندگی فراوانی رخ می‌دهد و زمستان‌ها با بارش برف زیادی همراه است. در این شهر تغییر فصل به آرامی انجام می‌شود.

## اقتصاد
این شهر دارای کارخانه فرش‌بافی و قالی‌بافی، صنایع غذایی و تولید آسفالت است. توتون نیز در پیرامون شهر کشت می‌شود.

## شهرهای خواهرخوانده
- نووا گوریتسا، اسلوونی

## اهالی شناخته‌شده
- مؤسس سیلیکیان، فرمانده ارمنی که در طول جنگ جهانی اول در ارتش امپراتوری روسیه و سپس در ارتش جمهوری اول ارمنستان خدمت کرد.

## نگارخانه

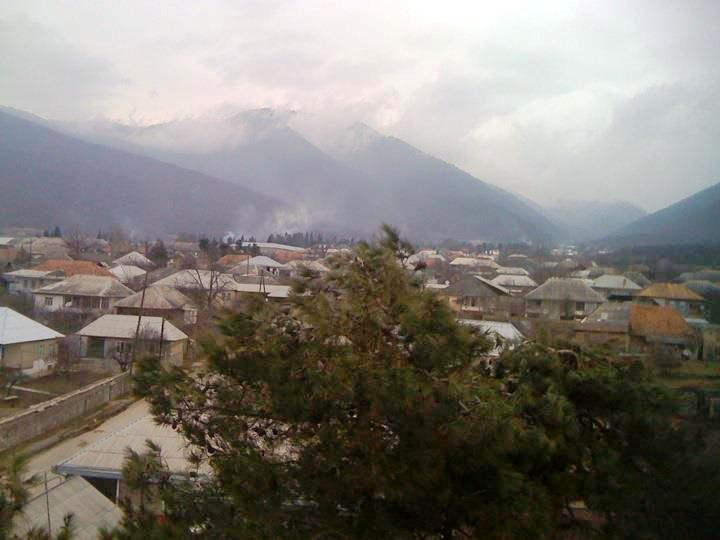
نمایی از شهر
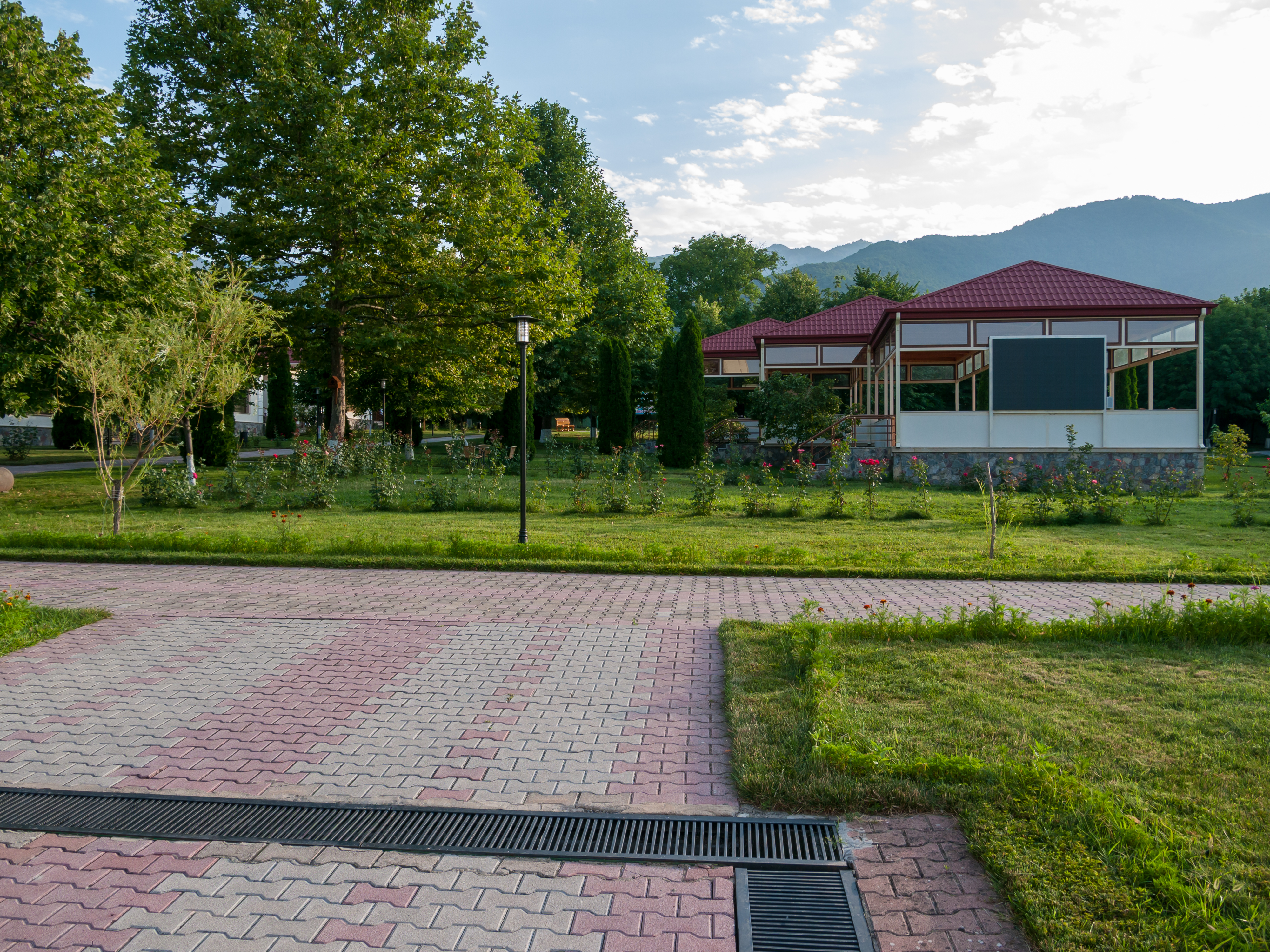
هتل افرا واقع در شهر اوغوز
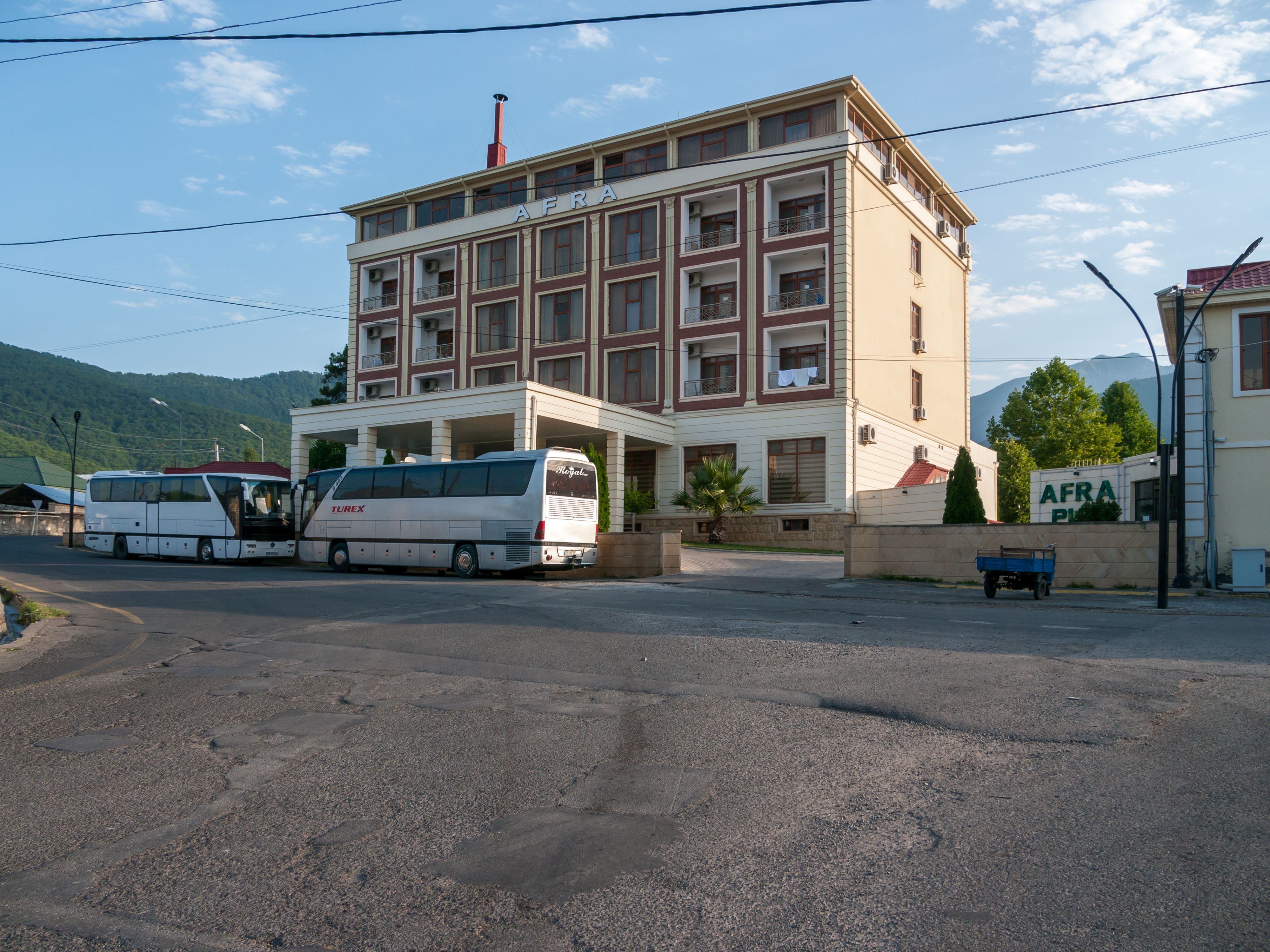
هتل افرا واقع در شهر اوغوز

## خوانش بیش‌تر
- Бежанов М. Краткие сведения о селе Варташен и его жителях // СМОМПК. Тифлис, 1892. Вып. 14.